# Salix zayunica
Salix zayunica — вид квіткових рослин із родини вербових (Salicaceae).

## Морфологічна характеристика
Це кущ до 30 см заввишки; стовбур висхідний, вкорінюється. Гілочки пурпурні, голі; молоді гілочки густо ворсинчасті. Листкова ніжка коротка; листкова пластинка зворотно-яйцювато-видовжена чи видовжено-еліптична, рідше зворотно-ланцетна, 2–4.5 × 0.7–1.2 см, абаксіально (низ) сірувато-біла, щільно притиснута ворсинка, адаксіально матово-зелена, притиснута ворсинчаста, край цільний або нечітко залозисто-зубчастий, верхівка загострена. Плодова сережка кінцева, ≈ 40 × 7–8 мм. Жіноча квітка: зав'язь яйцеподібна, ≈ 2 мм, густо запушена, сидяча. Коробочка ≈ 3 мм.

## Середовище проживання
Ендемік Тибету. Населяє гірські схили; на висотах ≈ 3600 метрів.